# Phylogeographie
Die Phylogeographie analysiert und beschreibt die phylogenetische und geographische Herkunft einzelner genetischer Linien eines Taxons (Gruppe von Lebewesen). Sie ist ein Forschungsgebiet an der Schnittstelle von Biogeographie, Populationsgenetik und Phylogenetik und verbindet diese Disziplinen über den methodischen Ansatz der molekularen Ökologie. Die Phylogeographie kann auch als ein Teilgebiet der Populationsbiologie bezeichnet werden. Sie hat fundierte Erkenntnisse zur Evolutionsbiologie zahlreicher Arten, einschließlich des Menschen hervorgebracht und kann auch Brücken schlagen zwischen Erkenntnissen der Paläontologie und der molekulargenetisch basierten Biologie.

## Geschichte und Methodik
Die Bezeichnung „Phylogeographie“ wurde 1987 von John C. Avise und Mitarbeitern an der University of Georgia (USA) eingeführt. Als erste phylogeographische Studie kann jedoch bereits eine wesentlich frühere Arbeit von Avise betrachtet werden. Einen Überblick über die frühe Entwicklung wird von ihm in The history and purview of phylogeography: a personal reflection gegeben, eine lehrbuchartige Zusammenfassung in Phylogeography: the history and formation of species.
Die frühen phylogeographischen Untersuchungen wurden teilweise aufgrund ihrer mehr beschreibenden Natur und des Fehlens statistischer Absicherungen negativ beurteilt. Deutliche methodische Fortschritte erlaubte die auf Alan Templeton zurückgehende Nested Clade Analysis, die die Prozesse, die hinter den geografischen und genetischen Distanzen stecken, mathematisch-statistisch zu differenzieren ermöglichte.

## Bedeutung für Tiere, Pflanzen, Artenschutz
Im Laufe der Zeit wurden an zahlreichen tierischen, pflanzlichen und mikrobiellen Systemen phylogeographische Untersuchungen betrieben und auch die Zusammenhänge zum jeweiligen Artenschutz diskutiert. Beispiele: Säugetiere, Amphibien, Fische, Krebse, Nesseltiere (Quallen) und Pflanzen.

## Bedeutung für die Evolution des Menschen
Populär wurde die phylogeographische Forschungsrichtung durch die (zunächst methodisch unzulänglich begründete) Hypothese einer „mitochondrialen Eva“, der aufgrund der Analyse des mitochondrialen Genoms  rekonstruierten genetischen „Urmutter“ des modernen Menschen, die in Afrika vor rund 100–200.000 Jahren lebte. Eine diesbezüglich fundiertere Untersuchung war die von A. R. Templeton, der auf Basis der Analyse von zehn verschiedenen Genen nachwies, dass mindestens zwei größere Expansionen im Anschluss an die Homo erectus - Expansion aus Afrika heraus (vergl. Out-of-Africa-Theorie) stattgefunden haben müssen. Weitere Erkenntnisse zur Menschheitsgeschichte ergaben sich, als auch Parasiten (Viren, Läuse), die mit dem Menschen verbunden sind, phylogeographisch untersucht wurden (z. B.).